# Kirchenruine Granau (Halle)

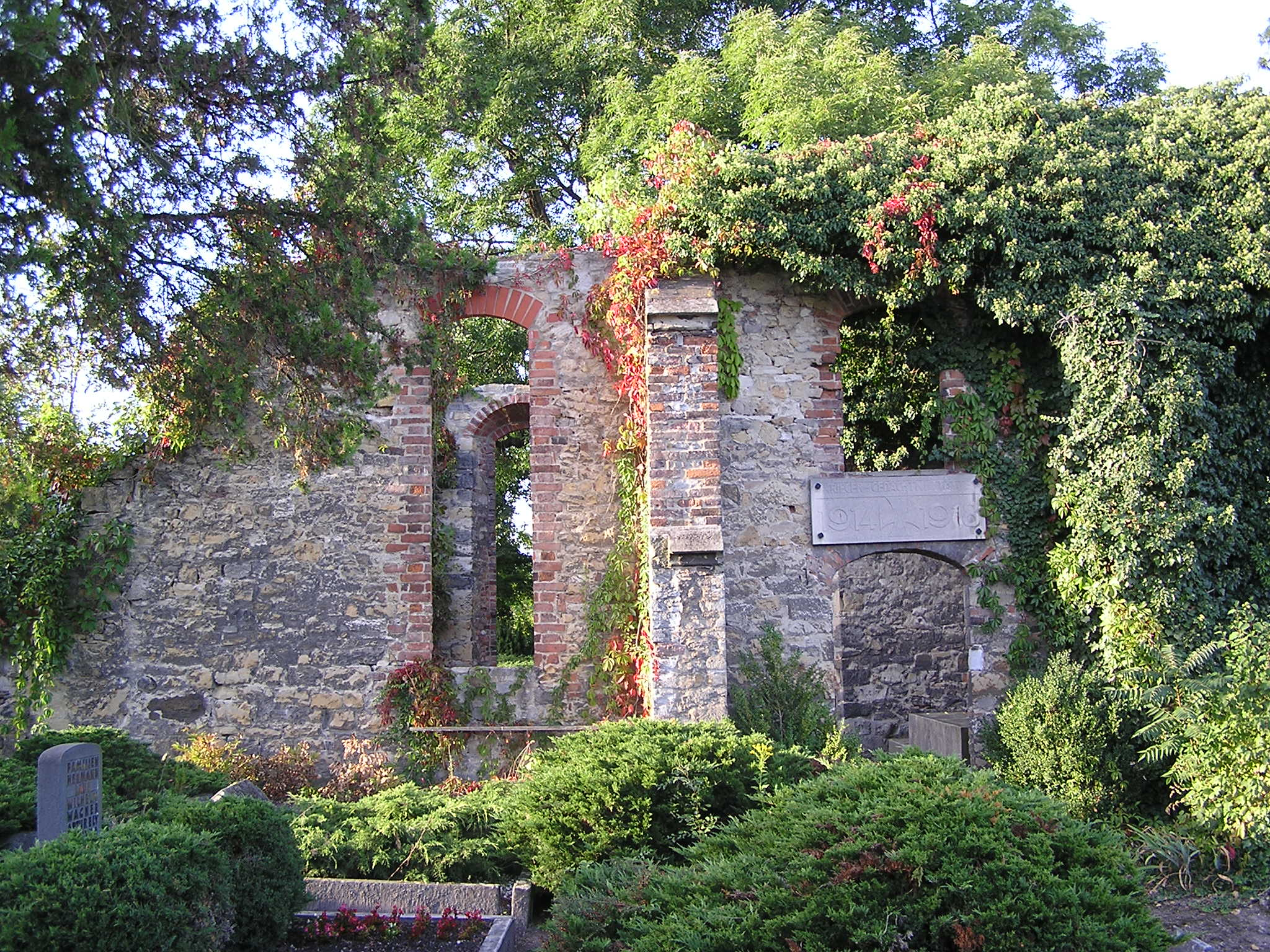
Kirchenruine Granau

Die Kirchenruine Granau ist eine ehemalige Kirche in der Wüstung Granau bei Halle in Sachsen-Anhalt.

## Bauwerk und Geschichte
Die Siedlung Granau wurde im Dreißigjährigen Krieg von schwedischen Truppen vollkommen zerstört. Während die Siedlung selbst eine Wüstung blieb, wurde die Pfarrkirche 1654 wiederaufgebaut und von der benachbarten Gemeinde Nietleben (heute Stadtteil von Halle (Saale)) weiter genutzt. Die Kirche „war ein einfacher barocker Saal mit 1692 angefügtem Chorturm und großen Segmentbogenfenstern“. Ungewöhnlich war, dass der Altar der Kirche im Westen stand und sie keinen Taufstein besaß. Als 1886 die neuerrichtete evangelische Kirche in Nietleben fertiggestellt war, wurde die Kirche aufgegeben. Ein Teil der Kirchenbänke aus Granau wurde in die neue Kirche überführt. Die Granauer Kirche wurde nicht abgetragen und verfiel.

## Friedhof, Ehren- und Denkmal

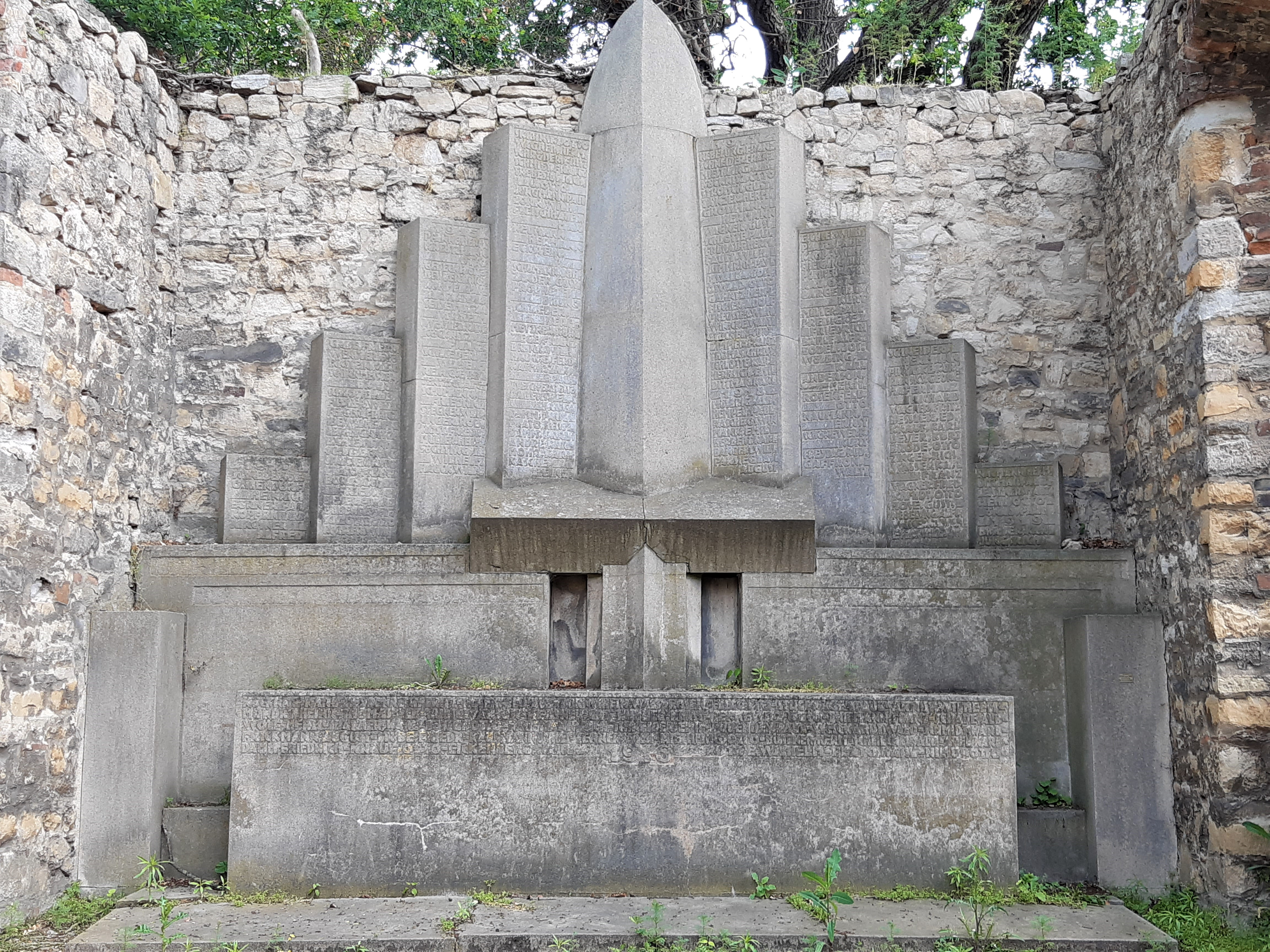
Mahnmal von Westen

Der umliegende denkmalgeschützte Granauer Friedhof (auch: Friedhof Halle-Nietleben) wird weiter von der Gemeinde genutzt. Dort finden sich die Gräber einiger regional bekannter Persönlichkeiten wie Karl Friedrich Bahrdt (Theologe), Siegmar Baron von Schultze-Galléra (Heimatforscher), Erich Neuß (Historiker) und seiner Tochter Elisabeth Schwarze-Neuß (Archivarin und Historikerin).

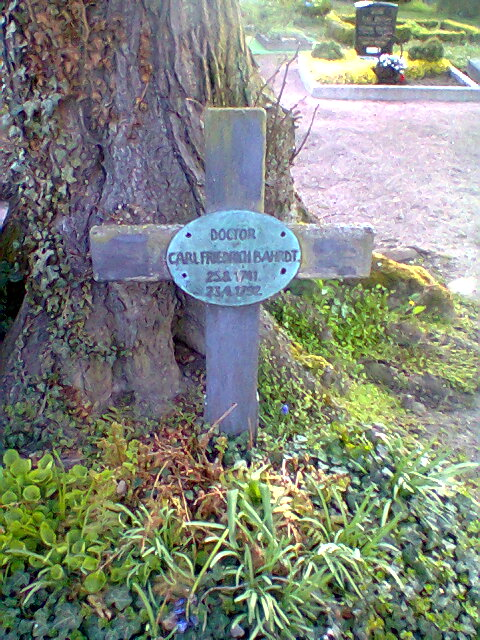
Grab des Theologen Karl Friedrich Bahrdt auf dem Granauer Friedhof

1923 wurde die Kirche vom halleschen Architekten Johannes Niemeyer von der Kunstgewerbeschule in Halle unter Wahrung des  Ruinencharakters umgebaut und befestigt. In der Ruine wurde ein von Niemeyer entworfenes Ehrenmal in Form einer Orgel mit Altartisch für die Gefallenen des Ersten Weltkrieges errichtet, das 1924 eingeweiht wurde.
An der Innenseite der Nordmauer wurde anlässlich seines 100. Geburtstages eine Gedenktafel für Siegmar Baron von Schultze-Galléra angebracht, die 1967 von Martin Wetzel geschaffen wurde.